# Мадісвіль
Мадісвіль (нім. Madiswil) — громада  в Швейцарії в кантоні Берн, адміністративний округ Верхнє Ааргау.

## Географія
Громада розташована на відстані близько 37 км на північний схід від Берна.
Мадісвіль має площу 23,2 км², з яких на 7% дозволяється будівництво (житлове та будівництво доріг), 62,9% використовуються в сільськогосподарських цілях, 29,8% зайнято лісами, 0,3% не є продуктивними (річки, льодовики або гори).

## Демографія
2019 року в громаді мешкало 3275 осіб (+5,3% порівняно з 2010 роком), іноземців було 4,9%. Густота населення становила 141 осіб/км².
За віковим діапазоном населення розподілялося таким чином: 20,2% — особи молодші 20 років, 58,2% — особи у віці 20—64 років, 21,7% — особи у віці 65 років та старші. Було 1418 помешкань (у середньому 2,3 особи в помешканні).
Із загальної кількості 1284 працюючих 246 було зайнятих в первинному секторі, 300 — в обробній промисловості, 738 — в галузі послуг.